# 1224 en santé et médecine
| Années de la santé et de la médecine : 1221 - 1222 - 1223 - 1224 - 1225 - 1226 - 1227    |
| Décennies de la santé et de la médecine : 1190 - 1200 - 1210 - 1220 - 1230 - 1240 - 1250 |

Cet article présente les faits marquants de l'année 1224 en santé et médecine.

## Événements

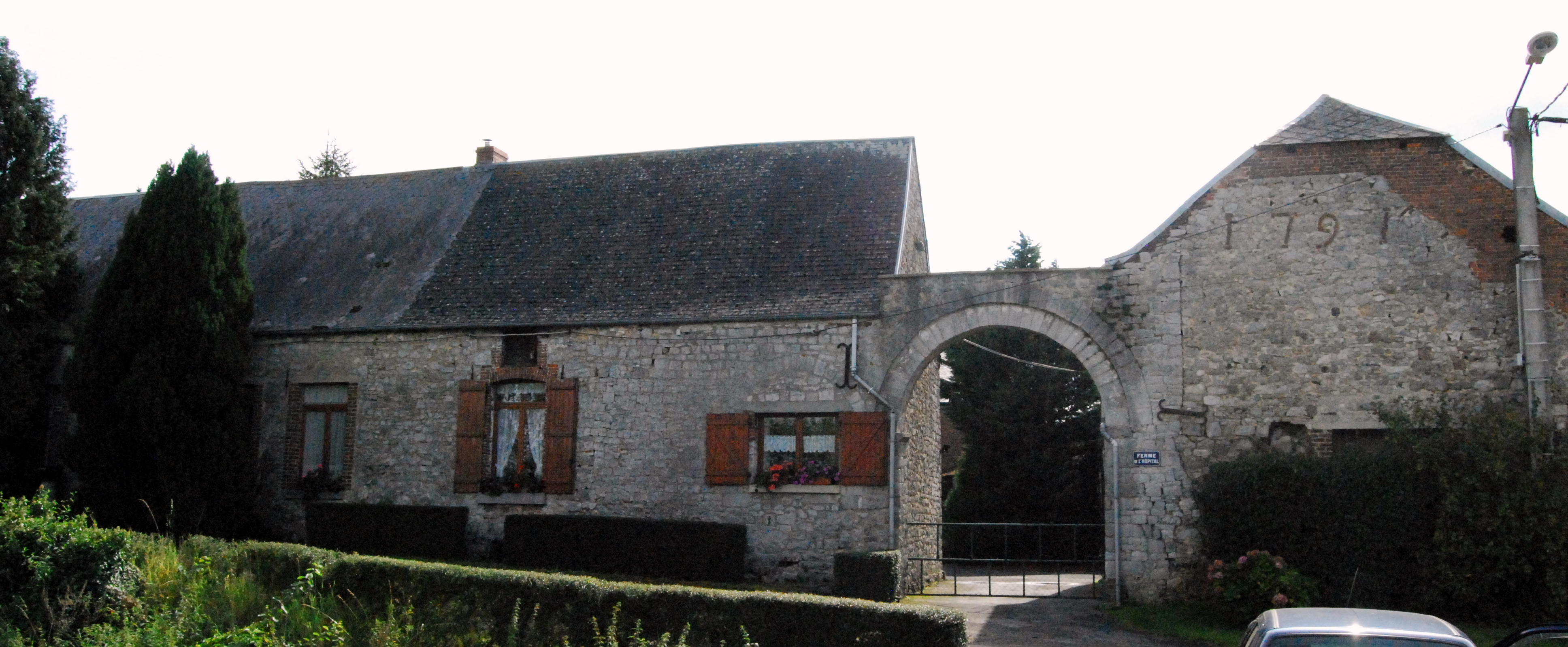
Écuélin
Commanderie des Hospitaliers

- 17 septembre : stigmatisation supposée de saint François d'Assise sur le mont Alverne[1],[2].
- Fondation, dans la paroisse Saint-Gervais et Saint-Protais de Venise, de la léproserie San Lazzaro dei Mendicanti (« Saint-Lazare des Mendiants »), qui sera transférée sur l'île Saint-Lazare en 1262[3].
- Fondation d'une commanderie-hôpital de pèlerins à Écuélin en Hainaut par les frères hospitaliers[4].
- Fondation de la léproserie du prieuré St. James à Bridgnorth dans le Shropshire en Angleterre[5].
- Fondation de l'hôpital de Selmec en Hongrie, voué à l'origine aux soins des mineurs blessés[6].
- Fondation de l'université de Naples, où la médecine est enseignée dès l'origine[7].
- Avant 1224
  - Fondation par William de Bek à Billingford (en) dans le Norfolk en  Angleterre, sur la route de Norwich à Walsingham, d'un hôpital[8] placé sous le patronage de saint Thomas et saint Paul et destiné à l'accueil de treize pauvres voyageurs[9].
  - Fondation de l'hôpital St. Mary of the Poor Priests (« Sainte-Marie des Pauvres-Prêtres ») de Canterbury dans le Kent en Angleterre par l'archidiacre Simon Langton[10].
- 1224-1226 : fondation par John Byseth d'une maison des lépreux (domus leprosorum) dépendante de la paroisse Saint-Pierre de Rathven dans le comté de Moray en Écosse[11].

## Personnalités
- Fl. Nicolas, Pierre et Raoul, barbiers à La Rochelle, en Aunis[12]

## Décès
- Vers 1224 : Gilles de Corbeil (né vers 1140), médecin et anatomiste français, médecin de Philippe Auguste[13].
- 1202 ou 1224[14] : Aboul Fadl El Mohandes (né vers 1132 ?), astronome et médecin arabe[15].